# Első Emelet 3
Első Emelet 3 – trzeci album zespołu Első Emelet, wydany nakładem Hungarotonu w 1986 roku na MC i LP. W 2004 roku wydano ten album na CD.

## Lista utworów

### Strona A
1. "Madame Pompadour" (4:00)
2. "Új harci dal" (2:58)
3. "Angyali vallomás" (3:42)
4. "Neurovízió" (3:50)
5. "25 este New Yorkban" (3:33)
6. "Szépek szépe balladája" (3:51)

### Strona B
1. "Állj, vagy lövök!" (3:19)
2. "Szívedben élnék" (4:05)
3. "A lány körbejár" (3:27)
4. "Sorsvonat" (3:48)
5. "Emelet induló" (3:14)
6. "A szerelem él" (4:18)

## Wykonawcy
- Gábor Berkes – instrumenty klawiszowe, wokal
- Csaba Bogdán – gitara, instrumenty klawiszowe, wokal
- Béla Patkó – wokal
- Gábor Kisszabó – gitara basowa, gitara, wokal
- Gábor Szentmihályi – perkusja
- István Tereh – wokal, perkusja